# Thomas Abbt
Thomas Abbt (Ulm, 25 de novembro de 1738 — Bückeburg, 3 de novembro de 1766) foi um escritor e filósofo alemão. 
Foi o autor de ensaios como Vom Tode fürs Vaterland em 1761 e Vom Verdienst em 1765, que contribuíram bastante para o ressurgimento da literatura alemã, com o seu pré-romantismo. Colaborou com Lessing na redacção das Literaturbriefe.